# Tang Xingqiang
Tang Xingqiang (n. 11 august 1995, Ningde⁠(d), Republica Populară Chineză) este un sprinter ce a reprezentat Republica Populară Chineză, medaliat olimpic. A participat la 2 ediții ale Jocurilor Olimpice (2016, 2020) în care a câștigat o medalie de bronz în proba de 4x100 de metri.

## Palmares
| An   | Competiție          | Locație                  | Loc | Eveniment | Note    |
| ---- | ------------------- | ------------------------ | --- | --------- | ------- |
| 2015 | Campionatul Asiei   | Wuhan, China             | 11  | 200 m     | 21,06   |
| 2016 | Jocurile Olimpice   | Rio de Janeiro, Brazilia | 4   | 4x100 m   | 37,90   |
| 2017 | Ștafetele Mondiale  | Nassau, Bahamas          | 3   | 4x100 m   | 39,22   |
| 2017 | Ștafetele Mondiale  | Nassau, Bahamas          | 6   | 4x200 m   | 1:22,91 |
| 2017 | Campionatul Asiei   | Bhubaneswar, India       | 8   | 100 m     | DS      |
| 2017 | Campionatul Asiei   | Bhubaneswar, India       | 1   | 4x100 m   | 39,38   |
| 2020 | Jocurile Olimpice   | Tokio, Japonia           | 3   | 4x100 m   | 37,79   |
| 2022 | Campionatul Mondial | Eugene, Statele Unite    | 12  | 4x100 m   | 38,83   |